# 西新宿ナルゲキ
西新宿ナルゲキ（にししんじゅくナルゲキ）は、東京都新宿区西新宿にある劇場である。

## 概要
新宿・西新宿に2021年4月オープン。関交協ハーモニックホールを改称する形でオープンした。名称には、「笑いが鳴り響く劇場」「若手芸人がスターに成り上がる場所」「成子坂下にあり、近くに成子天神社がある劇場」といった意味が込められている。
お笑いイベント制作会社であるK-PROの拠点の劇場として使用されており、K-PROライブやゲレロンステージが開催されている。吉本興業以外の芸能事務所に所属する芸人たちの一大拠点となっている。

## アクセス
- 東京メトロ丸ノ内線・西新宿駅から徒歩3分。都営地下鉄大江戸線・新宿西口駅から徒歩8分。